# Basketball in Jugoslawien
Basketball ist in Jugoslawien eine besonders beliebte und auch international sehr erfolgreich ausgeübte Sportart gewesen. In der SFR Jugoslawien bis 1992 wurde der Sport vom international anerkannten Verband Košarkaški Savez Jugoslavije (KSJ) organisiert. Die Herrennationalmannschaft wurde Olympiasieger 1980, gewann vier weitere olympische Medaillen und wurde bis 1991 dreimal Weltmeister und fünfmal Europameister; die Auswahl der Damen gewann olympisches Bronze 1980 und Silber 1988 und wurde 1990 Vizeweltmeister. Jugoslawische Vereinsmannschaften gewannen zudem zahlreiche Europapokal-Wettbewerbe.
Nach der Auflösung Jugoslawiens ab 1992 wurde die Tradition in den Nachfolgestaaten weiter hochgehalten und bezogen auf Serbien und Montenegro auch weitere Weltmeisterschaftstitel errungen. Eine gemeinsame Fortführung findet sich in der supranationalen Adriatischen Basketballliga (ABA-Liga).

## Geschichte

### Bis 1960
Nach der Gründung der SFR Jugoslawien noch während des Zweiten Weltkriegs 1943 als Nachfolgestaat des Königreichs Jugoslawien wurden bereits 1945 erste landesweite Wettbewerbe ausgespielt. In einer Meisterschaft zwischen Auswahlmannschaften der Regionen und nationalen Organisationen siegte Auswahl der Jugoslawischen Volksarmee. Als offizielles Gründungsdatum des nationalen Basketballverbandes KSJ gilt der 12. Dezember 1948. Bereits zuvor waren die Vereinsmeisterschaften die bedeutendsten nationalen Wettbewerbe geworden, wobei KK Roter Stern Belgrad ab 1946 die ersten zehn Meisterschaften gewann, bevor 1956 zunächst Proleter Zrenjanin aus der Vojvodina und anschließend 1957 der slowenische Klub AŠK Olimpija Meister bei den Herren wurde. Auch bei den Damen gewann Roter Stern mit ŽKK Roter Stern die jugoslawischen Meisterschaft und konnte hier bis 1960 alle Titelträgerinnen stellen. Anschließend bekam das Damenteam Konkurrenz von den Lokalrivalinnen des ŽKK Radnički Belgrad, die in den 1960er Jahren sechs Meisterschaften gewannen, sowie Trešnjevka Zagreb, ŽKK Vojvodina Novi Sad und Teams aus Sarajevo.
Die Vorgängerorganisation des Verbandes KSJ war bereits 1936 in den Weltverband FIBA aufgenommen worden, aber erst bei der Europameisterschaft 1947 nahm eine Herrenauswahl an einem offiziellen internationalen Wettbewerb teil. Im Entscheidungsspiel um den letzten Platz konnte die Auswahl gegen die zuvor bereits sieglosen Albaner ihren zweiten Turniersieg erringen und den letzten Platz vermeiden. An der nächsten EM 1949 in Ägypten nahm man wie die zuvor erfolgreichen Ostblock-Nationen nicht teil, trotzdem fuhr die Herrennationalmannschaft zur WM-Endrunde 1950 ins peronistische Argentinien, wo man trotz Abwesenheit der Ostblockstaaten sieglos den zehnten und letzten Platz belegte. Erst bei der EM 1953 in Moskau trat die Auswahl ein weiteres Mal in einer internationalen Endrunde an, erreichte diesmal die Finalrunde und belegte dort einen sechsten Platz. Die jugoslawische Damenauswahl war bei ihrer EM-Premiere 1954 gleich Gastgeber der Finalrunde in Belgrad und gewann das Auftaktspiel gegen die ebenfalls erstmals antretenden Damen der Bundesrepublik Deutschland deutlich. Am Ende des Turniers ist die Auswahl auf dem fünften Platz in der Finalrunde sogar einen Platz besser als die Herren ein Jahr zuvor. Bei der EM 1958 und der WM 1959 verpassten die jugoslawischen Damen auf dem vierten Platz einen ersten Medaillengewinn nur knapp, während die Herren in den 1950er Jahren nicht über einen sechsten Platz bei Endrunden hinauskamen, den sie auch bei ihrer ersten Olympiateilnahme 1960 belegten.

### 1960 bis 1970
Mit Radivoje Korać hatte der jugoslawische Basketball seinen ersten großen Star. Der Forward war ein begnadeter Punktesammler und wurde als mehrmaliger Topscorer der YUBA Liga auch mit knapp 24 Punkten pro Spiel Topscorer des olympischen Basketballturniers 1960 in Rom. Obwohl die Mannschaft keine Medaille errang, wurde Korać von verschiedenen Sportzeitschriften als erster Basketballspieler als Jugoslawiens Sportler des Jahres ausgezeichnet. Mit seiner Vereinsmannschaft OKK Belgrad, trainiert von Borislav Stanković, wurde Korać viermal Meister und individuell siebenmal Topscorer der jugoslawischen Liga. Auch international errangen jugoslawische Mannschaften erste Erfolge, im FIBA Europapokal der Landesmeister 1958/59 erreichte OKK das Halbfinale und im Januar 1965 erzeugte Korać internationale Aufmerksamkeit, als er im Achtelfinal-Rückspiel des FIBA Europapokal der Landesmeister 1964/65 gegen den unterlegene schwedische Meister Alvik BK individuell 99 Punkte beim 155:57-Erfolg erzielte. Nachdem Korać bereits im Hinspiel 71 Punkte beim 136:90-Erfolg erzielt hatte, kam er alleine gegen diesen Gegner auf 170 Punkte in zwei Spielen. Die Punktausbeute von individuell 99 Punkten in einem Europapokalspiel gilt noch heute als Rekord.
Mit Korać blieb die Herrenauswahl bei der EM-Endrunde 1961 als Ausrichter der Finalrunde in Belgrad bis zum letzten Finalrundenspiel unbesiegt und musste sich wie später auch im Endspiel nur dem Titelverteidiger Sowjetunion geschlagen geben, der bereits ihren sechsten Titel gewann. In den folgenden 30 Jahren belegte die jugoslawische Auswahl in zwölf von 15 Austragungen der Europameisterschaft einen der ersten drei Plätze. Bis auf zwei EM-Endrunden in den 1980er Jahren hieß zudem der Sieger immer Sowjetunion oder Jugoslawien. Bei der WM-Endrunde 1963 in Brasilien wurde Jugoslawien hinter dem Gastgeber Vizeweltmeister und konnte diesen Erfolg vier Jahre später wiederholen, als man bei der Endrunde 1967 in Uruguay hinter Europameister Sowjetunion den zweiten Platz belegte. Nachdem man bei den Olympischen Spielen 1964 einen mittlerweile enttäuschenden siebten Platz belegt hatte, gewann die Auswahl bei den Olympischen Spielen 1968 in Mexiko-Stadt ihre erste olympische Medaille nach der Finalniederlage gegen die Vereinigten Staaten. Ein Jahr später verstarb Korać nach einem Autounfall viel zu früh mit 30 Jahren, nachdem er die letzten beiden Jahre bereits im Ausland gespielt hatte.
Ein weiterer jugoslawischer Starspieler der 1960er Jahre, der zwar nicht die landesweite Popularität wie Korać genossen hatte, aber mit seiner Mannschaft mindestens genauso große Erfolge feierte, war der Slowene Ivo Daneu. Der Guard war bereits 1957 im Alter von 20 Jahren mit AŠK Olimpija aus Ljubljana jugoslawischer Meister geworden und gewann den jugoslawischen Titel mit dieser Mannschaft bis 1970 insgesamt sechsmal. Wie Korać kam Daneu mit seiner Mannschaft im FIBA Europapokal der Landesmeister über das Halbfinale nie hinaus, zuletzt 1967. Bei der WM-Endrunde 1967 erzielte Korać knapp 15 Punkte pro Spiel, während Daneu durchschnittlich 14 Punkte pro Spiel beisteuerte und schließlich als MVP des Turniers ausgezeichnet wurde, obwohl seine Mannschaft „nur“ die Silbermedaille gewonnen hatte. Anschließend erhielt Daneu als zweiter Basketballspieler eine Auszeichnung als Jugoslawiens Einzelsportler des Jahres. Knapp vier Monate nachdem Korać wie bei einem Staatsbegräbnis, live vom Fernsehen übertragen im Sommer 1969 zu Grabe getragen worden war, führte Daneu die jugoslawische Auswahl ungeschlagen ins Endspiel der EM-Endrunde 1969 und fügte dabei der Sowjetunion, wie schon bei der WM-Endrunde 1963 und den Olympischen Spielen 1968, eine Niederlage zu, der ersten für die Auswahl der UdSSR in einer EM-Endrunde seit 1955. Im Endspiel um die Goldmedaille gelang der Sowjetunion bei dem 81:72-Finalsieg noch einmal die Revanche für die Vorrundenniederlage und ein weiterer Titelgewinn.
Die folgende WM-Endrunde 1970 war die erste WM-Endrunde, die außerhalb Südamerikas stattfand, und die jugoslawische Auswahl war Gastgeber des Turniers. Nach dem damaligen Format war sie als Ausrichter bereits für die Finalrunde qualifiziert, während die anderen Nationen zunächst noch eine Vorrunde absolvieren mussten. Als wäre es ein Abschiedsgeschenk zum Ende einer großen Karriere fand das Finalrunde in Daneus slowenischer Heimat Ljubljana statt. Mit einem Sieg über die Vereinigten Staaten im vorletzten Finalrundenspiel sicherte sich die jugoslawische Auswahl vorzeitig die Weltmeisterschaft und gewann erstmals einen Titel. Daneu konnte verletzungsbedingt nur wenig Einsatzzeit beisteuern und beendete anschließend mit 33 Jahren seine aktive Karriere ein Jahr nach dem Tod von Korać. Die Stars in der jugoslawischen Auswahl waren längst andere und waren wie Petar Skansi, Nikola Plećaš und Krešimir Ćosić in Kroatien aktiv.

### 1970 bis 1975
Center Krešimir Ćosić war einer der bedeutendsten jugoslawischen Spieler der 1970er Jahre, tatsächlich begann aber seine Karriere bereits mit gut 16 Jahren Mitte der 1960er Jahre, als er mit KK Zadar 1965, angeführt von Nationalspieler Josip Gjergja, die erste jugoslawische Meisterschaft für einen kroatischen Verein gewann, auf den zwei weitere Titel 1967 und 1968 folgten. Nachdem bereits Korać zum Ende seiner Karriere Devisen im Ausland verdient hatte, verließ Ausnahmetalent Ćosić bereits mit 21 Jahren das Land und ging als Student an die Brigham Young University in Salt Lake City in die Vereinigten Staaten, wo er zu einem der ersten aus Europa stammenden Starspieler einer Collegemannschaft der NCAA reifte. Bei der WM 1970 in Ljubljana war Ćosić interner Topscorer der Weltmeistermannschaft mit über 17 Punkten pro Spiel, doch Sergei Below erhielt die Auszeichnung als MVP. Ein Jahr später bei der EM-Endrunde 1971 in Deutschland drehten sich die Verhältnisse um, als die jugoslawische Weltmeister-Auswahl ihre erste Niederlage im Finale erneut gegen die Sowjetunion erlitt. Statt Below wurde nun Ćosić MVP der Europameisterschaft, aber Below schrieb ein Jahr später Geschichte, als die sowjetische Auswahl den US-Amerikanern im Finalspiel der Olympischen Spiele 1972 ihre erste, höchst umstrittene Niederlage in einem olympischen Spiel zufügten. Die jugoslawische Auswahl verpasste eine Medaille nach Niederlagen gegen Puerto Rico und die Sowjetunion, worauf Weltmeister-Trainer Ranko Žeravica sein Amt an den Kroaten Mirko Novosel weitergab. Dieser feierte mit der jugoslawischen Auswahl bei der EM-Endrunde 1973 den ersten Titelgewinn in diesem Wettbewerb, als man ungeschlagen blieb und im Finalspiel Gastgeber Spanien besiegte, der den Titelverteidiger Sowjetunion im Halbfinale bezwungen hatte. Ćosić gehörte erneut dem „All-Tournament Team“ an, während Wayne Brabender vom Silbermedaillengewinner und Gastgeber als MVP ausgezeichnet wurde. Obwohl Ćosić in Utah zum mormonischen Glauben konvertiert war und im NBA-Draft 1973, wenn auch relativ spät, ausgewählt worden war, kehrte er anschließend in seine Heimat Zadar zurück.
1973 war auch das Jahr, als Aleksandar Nikolić aus Italien zunächst zurückkehrte, der vor Žeravica Nationaltrainer von 1954 bis 1965 gewesen war. Zuvor war bereits 1966 auch Trainer Borislav Stanković, bei OKK Belgrad noch Meistertrainer von Radivoje Korać, nach Italien gegangen und hatte die Vereinsmannschaft von Pallacanestro Cantù bis 1969 trainiert. Stanković konnte die Mannschaft aus dem kleinen Ort nördlich von Mailand gleich im zweiten Jahr 1968 zur ersten italienischen Meisterschaft führen und damit den renommierten Rekordmeister Simmenthal Mailand ausstechen, der zwei Jahre zuvor unter Trainer Sandro Gamba als erster italienischer Klub den FIBA Europapokal der Landesmeister 1965/66 gewonnen hatte. Cantù wurde in den folgenden beiden Jahrzehnten zweimal Landesmeister-Europapokalsieger sowie mit jeweils vier Titelgewinnen im FIBA Europapokal der Pokalsieger und Korać-Cup Rekordgewinner dieser beiden Wettbewerbe. Während Stanković die Lombardei 1969 wieder verließ und eine Funktionärskarriere als Generalsekretär bei der FIBA in München machte, wurde Nikolić in jenem Jahr Trainer beim lombardischen Konkurrenten Pallacanestro Varese, der jedoch bereits zuvor drei italienische Meistertitel gewonnen hatte. Nikolić führte die Mannschaft um Dino Meneghin, dem langjährigen italienischen Konkurrenten von Ćosić, in jedem Jahr seiner vierjährigen Amtszeit in das Finalspiel im Landesmeister-Europapokal. Bereits in seiner ersten Saison konnte sich die Mannschaft 1970 eine Triple Crown im Europapokal-Endspiel in Sarajevo gegen ZSKA Moskau sichern, die sich im Jahr darauf revanchierten, so dass es für Varese unter Nikolić nur zum nationalen Double 1971 reichte. 1972 stoppte Nikolić mit Varese den ersten Anlauf von KK Split auf einen Europapokal-Titelgewinn und zum Abschluss seiner Amtszeit in Varese gewann Nikolić erneut eine Triple Crown 1973 im Endspiel gegen ZSKA Moskau. Auch die folgenden sechs Landesmeister-Endspiele nach der Amtszeit von Nikolić sollte Varese erreichen, wobei der letzte Finaleinzug im zehnten Endspiel hintereinander für den italienischen Verein 1979 mit dem ersten Titelgewinn einer jugoslawischen Mannschaft in diesem Wettbewerb endete.
Stanković und Nikolić begründeten das Renommee jugoslawischer Basketballtrainer in Europa, in der man bald von einer „jugoslawischen Basketballschule“ sprach. Insbesondere der italienische Vereinsbasketball in der Serie A wurde hiervon befruchtet und die Mannschaften der italienischen Liga gewannen mehr Titel in den alten Europapokalwettbewerben der FIBA Europa als jede andere Nation. Mit dem nötigen „Kleingeld“, das die jugoslawischen Klubs nicht hatten, verpflichteten die italienischen Klubs, aber auch Vereine wie Real Madrid, zudem ausländische Legionäre insbesondere aus den Vereinigten Staaten, aber auch aus Jugoslawien. Neben dem Landesmeister- und dem Pokalsieger-Europapokal richtete die FIBA Europa 1972 einen dritten Europapokalwettbewerb in Analogie zum damaligen UEFA Cup im Fußball ein. Dieser Wettbewerb wurde zu Ehren des drei Jahre zuvor verstorbenen Radivoje Korać, dem Starspieler von Nikolić’ und Stanković’ Meistermannschaft OKK, Korać-Cup genannt. Bei der ersten Austragung Korać-Cup 1972 nahmen zunächst nur acht Mannschaften teil, wobei die beiden jugoslawischen Klubs das Endspiel erreichten. Hier sorgte Weltmeister Nikola Plećaš im Final-Rückspiel für den ersten Europapokaltriumph einer jugoslawischen Mannschaft, als Lokomotive Zagreb, die zuvor nur einmal einen nationalen Pokalwettbewerb gewonnen hatten, Korać’ Stammverein OKK noch bezwingen konnte. OKK’s Lokalrivale Roter Stern verlor das Finalspiel im FIBA Europapokal der Pokalsieger 1971/72. Hatten bis Mitte der 1960er Jahre die Belgrader Klubs und Olimpija Ljubljana die YUBA Liga dominiert, so war KK Split 1971 nach Zadar der zweite kroatische Verein, der jugoslawischer Meister wurde und bei seiner ersten Teilnahme am FIBA Europapokal der Landesmeister 1971/72 auf Anhieb gleich als erster jugoslawischer Klub das Endspiel erreichte, als Varese sich trotz 26 Punkten von Petar Skansi knapp mit einem Punkt Unterschied durchsetzen und den Titel in die Lombardei zurückholen konnte. Ein Jahr später verlor der Verein auch das Endspiel im FIBA Europapokal der Pokalsieger 1972/73, als man ohne den nach Italien abgewanderten Skansi gegen Spartak Leningrad verlor. Mit Spilt als Vize im Landesmeister-Europapokal 1972 und Vize im Pokalsieger-Europapokal 1973 sowie Zagreb als Sieger des neuen Korać-Cup hatten aber nun ausgerechnet kroatische Klubs neues Terrain für jugoslawische Klubs betreten und mit der Rückkehr von Ćosić 1973 holte sich KK Zadar auch gleich die folgenden beiden jugoslawischen Meistertitel 1974 und 1975. Bei seiner Rückkehr nach Belgrad führte Nikolić Roter Stern zum Titelgewinn im FIBA Europapokal der Pokalsieger 1973/74. Während Nikolić anschließend erneut nach Italien ging und zunächst Fortitudo Bologna und später auch Virtus Bologna trainierte, verlor der Titelverteidiger das Endspiel im FIBA Europapokal der Pokalsieger 1974/75 gegen Spartak Leningrad, der zwei Jahre zuvor schon Split im Endspiel bezwungen hatte und sich den Titel zurückholen konnte. Roter Sterns Lokalrivale KK Partizan Belgrad erreichte im Korać-Cup 1973/74 das Endspiel, nachdem man Split im Halbfinale die dritte Finalteilnahme hintereinander in einem jeweils anderen Europapokalwettbewerb verwehrt hatte. Das erste Europapokal-Endspiel für Partizan ging dann jedoch gegen den Titelverteidiger Cantù aus Italien verloren.
Bei der WM-Endrunde 1974 auf Puerto Rico war die jugoslawische Herrenauswahl als Titelverteidiger angetreten und gewann die ersten fünf Spiele, darunter eines mit drei Punkten Unterschied gegen Olympiasieger Sowjetunion. Nach einer Drei-Punkt-Niederlage gegen die Vereinigten Staaten musste die Auswahl jedoch zusehen, wie die UdSSR und die USA im letzten Finalrundenspiel den Weltmeister untereinander ausspielten, während man im Dreiervergleich bereits die Silbermedaille praktisch sicher hatte. Dragan Kićanović vom neuen Vizeweltmeister wurde als MVP des Turniers ausgezeichnet. Bei der EM-Endrunde 1975 war Jugoslawien erneut als Titelverteidiger angetreten und richtete das Finalturnier selbst aus, in dem man mit MVP Ćosić ohne Niederlage blieb und den Weltmeister Sowjetunion im letzten Finalrundenspiel mit 90:84 bezwang.

### 1975 bis 1980
Im Jahr 1976 gewann KK Partizan Belgrad vor KK Split dann erstmals die jugoslawische Meisterschaft mit seinen Starspielern Kićanović und Dražen Dalipagić. Im Korać-Cup 1975/76 zog Split mit Skansi bereits auf der Trainerbank erneut in ein Europapokal-Endspiel ein und konnte diesmal den Titel gewinnen, den man auch im folgenden Wettbewerb 1977 verteidigen konnte, während KK Radnički Belgrad das Finalspiel im FIBA Europapokal der Pokalsieger 1976/77 gegen Cantù verlor. Split gelang eine dritte Titelverteidigung im Korać-Cup nicht, denn als jugoslawischer Meister 1977 nahmen sie am FIBA Europapokal der Landesmeister 1977/78 teil. Stattdessen bezwang Partizan im Endspiel des Korać-Cup 1977/78 den nationalen Konkurrenten KK Bosna Sarajevo, der sich jedoch erstmals die jugoslawische Meisterschaft 1978 sichern konnte. Partizan verteidigte den Titel im Korać-Cup 1978/79, nachdem man Split im Halbfinale und im Finale AMG Sebastiani Rieti bezwang. Die italienische Mannschaft gewann den Titel jedoch im Korać-Cup 1979/80, nachdem man nacheinander die kroatischen Klubs Split und Cibona Zagreb bezwang. KK Bosna hingegen zog nach der Meisterschaft 1978 als erst zweite jugoslawische Mannschaft in das Endspiel im FIBA Europapokal der Landesmeister 1978/79 ein. Unter dem jungen Trainer Bogdan Tanjević gewann die Mannschaft um Starspieler Mirza Delibašić mit unter anderem Ratko Radovanović, Žarko Varajić sowie Sabahudin Bilalović, Sabit Hadžić und Svetislav Pešić erstmals auch den damals höchsten europäischen Vereinswettbewerb für einen jugoslawischen Verein im Finale gegen den „ewigen“ Finalisten Varese in deren zehntem Endspiel hintereinander. Die nationale Meisterschaft hingegen gewann KK Partizan 1979, während sich Bosna 1980 den nationalen Meistertitel zurückholen konnte.

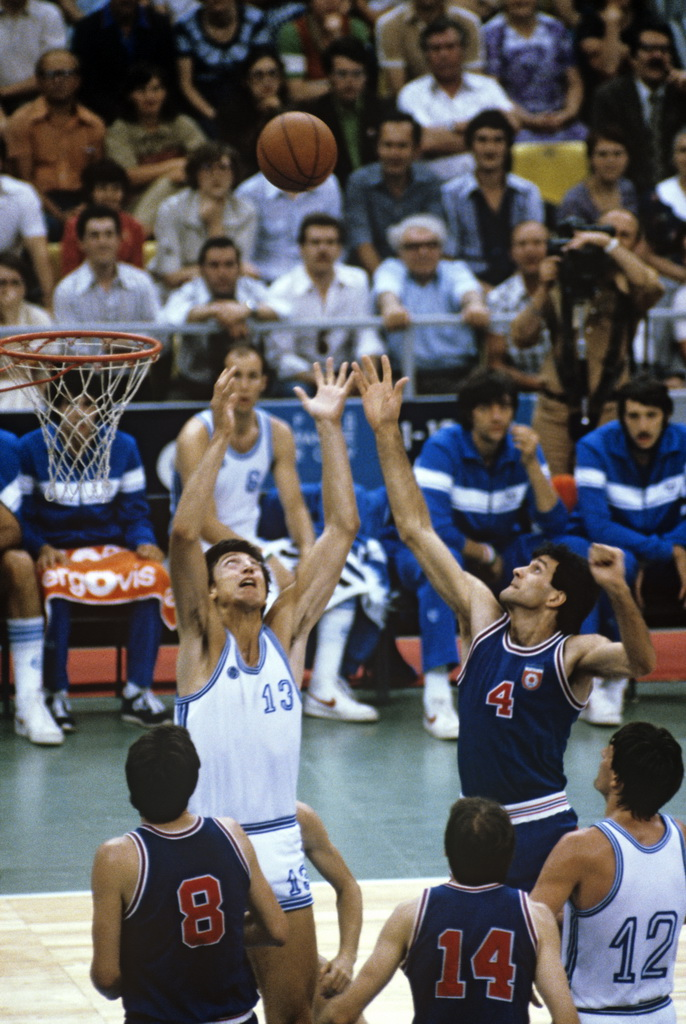
Olympisches Finalrundenspiel YUG - ITA am 21. Juli 1980

Die jugoslawische Herren-Auswahl konnte im Halbfinale des olympischen Basketballturniers 1976 erneut den Weltmeister und Titelverteidiger Sowjetunion bezwingen, doch im Finale verlor man wie in der Vorrunde den Vereinigten Staaten, die sich den Olympiasieg nach der umstrittenen Entscheidung von München wieder zurückholten. Nach der Olympiade kehrte Nikolić als Nationaltrainer zurück und trotz einer etwas überraschenden Vorrundenniederlage bei der EM-Endrunde 1977 gegen die tschechoslowakische Auswahl konnten die Jugoslawen mit MVP Dalipagić den Europameistertitel zum dritten Mal in Folge gegen die Sowjetunion im Finale gewinnen. Dalipagić war auch der MVP der WM-Endrunde 1978 auf den Philippinen, als die Jugoslawen im Durchschnitt mehr als 100 Punkte pro Spiel erzielte und unbesiegt blieben, im Endspiel aber eine Verlängerung gegen den Titelverteidiger Sowjetunion benötigten. Am Ende des Jahres wurde Dalipagić von diversen Zeitschriften zu Jugoslawiens Sportler des Jahres ernannt. Unter Trainer Petar Skansi kassierte der Titelverteidiger bei der EM-Endrunde 1979 eine folgenschwere Vorrundenniederlage mit einem Punkt Unterschied gegen Israel. Nach der Finalrundenniederlage gegen die Sowjetunion verpassten die Jugoslawen dann wegen des schlechteren direkten Vergleichs das Endspiel und konnten sich gegen die Tschechoslowaken nur die Bronzemedaille sichern. Nach dem Olympiaboykott konnten die Auswahl der Vereinigten Staaten ihren Titel beim olympischen Basketballturnier 1980 in Moskau nicht verteidigen, für das Weltmeister-Trainer Ranko Žeravica zurückkehrte. Während Gastgeber und Europameister Sowjetunion in der Finalrunde strauchelte und zwei Niederlagen gegen Jugoslawien und Italien kassierte, gewannen die Jugoslawen auch das letzte Finalrundenspiel knapp mit einem Punkt Unterschied gegen Brasilien, die die Sowjetunion endgültig ins Bronzemedaillen-Match schickte. Bei einem brasilianischen Sieg wäre der Finalgegner wegen des Dreier-Vergleichs die Sowjetunion statt den Italienern gewesen, die die Jugoslawen am 30. Juli 1980 in Moskau mit 86:77 bezwangen und erstmals Olympiasieger wurden.
Die jugoslawische Damen-Auswahl war im Verlaufe der 1960er Jahre hinter den Erfolgen der Herren zurückgestanden, obwohl man 1968 Vize-Europameisterinnen geworden war und bei der folgenden Endrunde 1970 mit dem dritten Platz eine weitere Medaillenplatzierung. Schließlich verpasste man auch die Qualifikation für den ersten olympischen Basketballwettbewerb bei den Olympischen Spielen 1976. Nach einer weiteren Vize-Europameisterschaft 1978 hinter Dauersieger Sowjetunion war man aber im Teilnehmerfeld des olympischen Basketballturniers 1980 dabei und feierte auch dank der Boykotte mit dem Gewinn der Bronzemedaille den bislang größten internationalen Erfolg, den man bei der anschließenden EM-Endrunde 1980 mit einer weiteren Bronzemedaille bestätigen konnte.

### 1980 bis 1988
Nach den großen Erfolgen der 1970er Jahre – Olympiasieger, zweimal Weltmeister und dreimal Europameister bei den Herren – konnte der jugoslawische Basketball diese zumindest bis Mitte der 1980er Jahre nicht so ohne weiteres fortsetzen, blieb aber weiter auf hohem Niveau, auch wenn es nicht immer zum Titelgewinn reichte. KK Bosna und KK Partizan waren im FIBA Europapokal der Landesmeister meist auf dem dritten und vierten Platz platziert, verpassten aber den Einzug ins Finalspiel. Im FIBA Europapokal der Pokalsieger 1981/82 führte Mirko Novosel eine Mannschaft um Altstar Krešimir Ćosić und Jüngeren wie Aleksandar Petrović zum knappen Finalsieg über Real Madrid, in deren Reihen Delibašić spielte, der wie Dalipagić, Kićanović und weitere Olympiasieger zu dieser Zeit harte Devisen im Ausland verdiente. Der jüngere Bruder von Petrović spielte zu dieser Zeit noch an der Küste im Geburtsort Šibenik und sollte schließlich, zumindest bezogen auf den kroatischen Landesteil, zu einem noch größeren Idol wie Radovoje Korać werden. Dražen Petrović erreichte beim KK Šibenik mit zwei anderen jugoslawischen Klubs das Halbfinale im Korać-Cup 1981/82, doch der Titel ging an den vierten Halbfinalisten CSP Limoges aus Frankreich. Auch ein Jahr später gewann Limoges die Neuauflage des Finales gegen Šibenik im Korać-Cup 1982/83. Nachdem es mit Šibenik weder national noch international zu einem Titel reichte, wechselte Petrović mit 21 Jahren 1985 zu seinem Bruder zum KK Cibona in die kroatische Hauptstadt Zagreb. Gemeinsam erreichte man ohne Ćosić, der bereits Nationaltrainer geworden war, das Finale im FIBA Europapokal der Landesmeister 1984/85, das gegen Real Madrid, die ein Jahr zuvor den Pokalsieger-Wettbewerb gewonnen hatten, mit 87:78 gewonnen wurde. Dražen Petrović wurde auf Anhieb Topscorer mit 36 individuellen Punkten im Finalspiel für Cibona und erzielte drei Monate später gegen eine ersatzgeschwächte Mannschaft von KK Olimpija 112 individuelle Punkte in einem einzelnen Ligaspiel der jugoslawischen Liga, worauf er am Jahresende als Jugoslawiens Sportler des Jahres geehrt wurde. Zum Saisonende konnte Petrović Cibonas Mannschaft zur Titelverteidigung im FIBA Europapokal der Landesmeister 1985/86 führen gegen Žalgiris Kaunas, der jedoch beim knappen 82:84-Finalausgang mit Arvydas Sabonis diesmal mit 27 Punkten den Topscorer der Partie stellte. Wie später auch Sabonis spielte Dražen Petrović erst bei Real Madrid, bevor sie beide anschließend in der US-amerikanischen Profiliga NBA ihre Karrieren fortsetzten. Vor seinem Wechsel zu Real hatte Petrović jedoch das Finale im Korać-Cup 1987/88 mit Cibona gegen Real verloren, nachdem Bruder Aleksandar bereits ein Jahr zuvor nach Italien gewechselt war.
Die Tatsache, dass die besten Spieler im Zenit ihres Könnens ins Ausland wechselten, tat der Begeisterung für den Sport im Land jedoch keinen Abbruch, sondern sorgte stattdessen dafür, dass junge Talente in ihren Klubs auf höchstem Niveau frühzeitig Verantwortung übernehmen mussten. Die Herrennationalmannschaft hatte als Olympiasieger 1980 bei der EM-Endrunde 1981 sowohl in Vorrunde wie im Finale wieder gegen Titelverteidiger Sowjetunion verloren. Für die WM-Endrunde 1982 übernahm wieder Žeravica letztmals den Trainerposten von Tanjević, aber es reichte als Titelverteidiger hinter der Sowjetunion und den Vereinigten Staaten nur zur Bronzemedaille. Bei der erstmaligen Endrundenteilnahme des 19-jährigen Dražen Petrović und der letztmaligen Endrundenteilnahme von Ćosić als Spieler war dessen früherer Mannschaftskamerad in Zadar Josip Gjergja Nationaltrainer. Nach dem Auftaktsieg über Gastgeber Frankreich setzte es zwei Niederlagen gegen den WM-Vierten Spanien und den späteren erstmaligen Titelgewinner Italien, als sich letztmals der 35-jährige Ćosić und der 33-jährige Meneghin duellierten. Damit hatte Jugoslawien unversehens die Medaillenrunde verpasst und konnte in der Platzierungsrunde nach einer Niederlage gegen Israel nur den siebten Platz nach einem Sieg über eine junge westdeutsche Auswahl retten, die mit den späteren NBA-Spielern Detlef Schrempf und Uwe Blab ihre bislang beste Platzierung errang. Mirko Novosel konnte bei den Olympischen Spielen 1984 teilweise Wiedergutmachung betreiben, als die jugoslawische Auswahl unbesiegt das Halbfinale erreichte und nach einer Niederlage gegen Vize-Europameister Spanien die Bronzemedaille errang, wobei die Sowjetunion wie andere Ostblockstaaten das Turnier ihrerseits boykottierten. Bei der EM-Endrunde 1985 war der Generationswechsel in der jugoslawischen Auswahl unter dem neuen Nationaltrainer Ćosić noch im Gange. Nach dem Auftaktsieg über den Olympiazweiten Spanien konnte die Auswahl trotz einer Niederlage gegen die Sowjetunion die Vorrundengruppe gewinnen. Anschließend ging es im K.-o.-System weiter und die Auswahl verlor überraschend gegen die Tschechoslowakei. In der Platzierungsrunde reichte es nach einer Niederlage gegen Gastgeber Westdeutschland erneut nur zum siebten Platz. Bei der folgenden WM-Endrunde 1986 versuchte es Ćosić mit einem Mix aus bewährten Kräften wie Dalipagić und Ratko Radovanović zusammen mit den jungen Dražen Petrović, Franjo Arapović, Stojan Vranković und dem erst 18-jährigen Vlade Divac. Nach sieben Siegen zum Auftakt in Vor- und Zwischenrunde gab es eine Niederlage im letzten Zwischenrundenspiel gegen den späteren Titelgewinner Vereinigte Staaten sowie eine knappe Halbfinalniederlage nach Verlängerung gegen die Sowjetunion, so dass es letztlich nur zur Bronzemedaille gegen Brasilien reichte.
Nach dem Olympiasieg 1984 hatten die Vereinigten Staaten bei der WM 1986 erneut mit einer Studentenauswahl aus Spielern der NCAA den Titel geholt, die in der Regel nicht älter als 23 Jahre waren. Im Mutterland des Basketballsports herrschte die Überzeugung vor, dass eine solche U23-Auswahl zumindest ausreichend war, um bei FIBA-Turnieren mit den Herrennationalmannschaften anderer Länder zumindest eine Medaille zu gewinnen. Die Niederlage im Olympiafinale 1972 war nach Überzeugung der Amerikaner nur durch „Schiebung“ zustande gekommen und ansonsten bedurfte es eines Boykotts, damit andere Nationen wie Jugoslawien 1980 zum Olympiasieg kommen. Gegen eine Auswahl von NBA-Profis wären Auswahlmannschaften anderer Länder sowieso hoffnungslos unterlegen, wie sich zunächst auch beim olympischen Basketballturnier 1992 bestätigen sollte. Einen ersten Riss in dieser Wahrnehmung führte bei der U-19-Basketball-Weltmeisterschaft 1987 in Bormio eine jugoslawische Juniorenauswahl herbei, trainiert von Svetislav Pešić, vormals Europapokalsieger mit Bosna Sarajevo. Die Mannschaft um die späteren NBA-Profis Divac, Toni Kukoč und Dino Rađa konnte eine Juniorenauswahl der Vereinigten Staaten zweimal relativ problemlos besiegen und den Weltmeistertitel erringen. Diese Generation sollte die jugoslawische Nationalmannschaft zu einer nie gekannten Dominanz führen. Bei der folgenden EM-Endrunde 1987 verlor die Herren-Auswahl mit den Junioren-Weltmeistern Divac, Kukoč, Rađa und Aleksandar Đorđević sowie dem kaum älteren Žarko Paspalj gleich die ersten beiden Spiele zum Auftakt gegen Vize-Weltmeister Sowjetunion und Gastgeber Griechenland, stand aber nach vier Siegen in Folge im Halbfinale, wo man nach einer Zehn-Punkte-Führung zur Halbzeit erneut den von dem unwiderstehlichen Nikos Galis angeführten Griechen unterlag. Für das olympische Basketballturnier 1988 räumte Ćosić seinen Trainerstuhl für Dušan Ivković. Zum Auftakt besiegten die Jugoslawen die Sowjetunion gleich einmal mit 92:79 und gewannen auch die restlichen Gruppenspiele mit zweistelliger Punktedifferenz, bevor man als Gruppensieger feststehend das letzte Spiel mit zwei Punkten an Puerto Rico abgab. Im Viertel- und Halbfinale spazierte man mit Siegen mit über 20 Punkten Differenz über Kanada und Australien ins olympische Finale, wo man erneut auf die Sowjetunion traf, die im Halbfinale Titelverteidiger Vereinigte Staaten bezwungen hatten. Die sowjetische Mannschaft, deren Kern durch die litauischen Spieler Sabonis, Valdemaras Chomičius und Rimas Kurtinaitis von Žalgiris Kaunas sowie Šarūnas Marčiulionis gebildet wurde, zeigte sich besser vorbereitet und ließ sich im Finale statt 92 Punkten im Auftaktspiel nur 63 Punkte durch die Jugoslawen einschenken, was zum 76:63-Finalsieg und der olympischen Goldmedaille reichte. Für die jugoslawische Silbermedaillengewinner sollte es für die folgenden drei Jahre die letzte Niederlage in einer Endrunde sein.
Die jugoslawische Damen-Auswahl hatte bei EM-Endrunden in den 1980er Jahren die Medaillenränge immer knapp verpasst, bevor man bei der EM 1987 in der Vorrunde unbesiegt blieb und nach einem knappen Halbfinalerfolg über die Ungarinnen ins Finale einzog, wo Dauersieger Sowjetunion nur zu einem beinahe historisch knappen Finalsieg mit zehn Punkten Unterschied kam. Auch bei den folgenden Olympischen Spielen 1988 konnte man wie die Herren ins Finale einziehen. Dabei profitierten die Damen davon, dass sich die sowjetischen Damen in der Gruppenphase von den Australierinnen überraschen ließen, die man seinerseits im Halbfinale knapp mit einem Punkt Unterschied bezwingen konnte. Nachdem die jugoslawischen Damen in der Gruppenphase den Vereinigten Staaten noch mit 27 Punkten Unterschied unterlegen waren, konnte man die Differenz im Finale beim 70:77 auf sieben Punkte begrenzen.

## Nationale Wettbewerbe

### Meisterschaft der Herren
siehe YUBA Liga
| Klub            | Ort       | Anzahl (bis 1991) | Jahre (bis 1991)                   | Anzahl (1991 bis 2006) | Jahre (1991 bis 2006)      |
| --------------- | --------- | ----------------- | ---------------------------------- | ---------------------- | -------------------------- |
| KK Roter Stern  | Belgrad   | 12                | 1946–1955, 1969, 1972              | 3                      | 1993, 1994, 1998           |
| KK/AŠK Olimpija | Ljubljana | 6                 | 1957, 1959, 1961, 1962, 1966, 1970 |                        |                            |
| KK Zadar        | Zadar     | 6                 | 1965, 1967, 1968, 1974, 1975, 1986 |                        |                            |
| KK Split        | Split     | 6                 | 1971, 1977, 1988–1991              |                        |                            |
| KK Partizan     | Belgrad   | 4                 | 1976, 1979, 1981, 1987             | 9                      | 1992, 1995–1997, 2002–2006 |
| Omladinski KK   | Belgrad   | 4                 | 1958, 1960, 1963, 1964             |                        |                            |
| KK Bosna        | Sarajevo  | 3                 | 1978, 1980, 1983                   |                        |                            |
| KK Cibona       | Zagreb    | 3                 | 1982, 1984, 1985                   |                        |                            |
| KK Radnički     | Belgrad   | 1                 | 1973                               |                        |                            |
| KK Proleter     | Zrenjanin | 1                 | 1956                               |                        |                            |
| Volksarmee      | Belgrad   | 1                 | 1945                               |                        |                            |
| KK Budućnost    | Podgorica |                   |                                    | 3                      | 1999–2001                  |

### Pokalwettbewerbe der Herren
| Klub            | Ort       | Anzahl (bis 1991) | Jahre (bis 1991)                  | Anzahl (1991 bis 2006) | Jahre (1991 bis 2006)              |
| --------------- | --------- | ----------------- | --------------------------------- | ---------------------- | ---------------------------------- |
| KK Cibona       | Zagreb    | 8                 | 1969, 1980–1983, 1985, 1986, 1988 |                        |                                    |
| KK Split        | Split     | 5                 | 1972, 1974, 1977, 1990, 1991      |                        |                                    |
| KK Roter Stern  | Belgrad   | 3                 | 1971, 1973, 1975                  | 2                      | 2004, 2006                         |
| KK Partizan     | Belgrad   | 2                 | 1979, 1989                        | 6                      | 1992, 1994, 1995, 1999, 2000, 2002 |
| Omladinski KK   | Belgrad   | 2                 | 1960, 1962                        | 1                      | 1993                               |
| KK Bosna        | Sarajevo  | 2                 | 1978, 1984                        |                        |                                    |
| Železničar KK   | Ljubljana | 1                 | 1959                              |                        |                                    |
| KK Zadar        | Zadar     | 1                 | 1970                              |                        |                                    |
| KK Radnički     | Belgrad   | 1                 | 1976                              |                        |                                    |
| KK Novi IMT     | Belgrad   | 1                 | 1987                              |                        |                                    |
| KK Budućnost    | Podgorica |                   |                                   | 3                      | 1996, 1998, 2001                   |
| KK FMP Železnik | Belgrad   |                   |                                   | 3                      | 1997, 2003, 2005                   |

### Meisterschaften der Damen
| Klub            | Ort       | Anzahl (bis 1991) | Jahre (bis 1991)                       | Anzahl (1991 bis 2006) | Jahre (1991 bis 2006)  |
| --------------- | --------- | ----------------- | -------------------------------------- | ---------------------- | ---------------------- |
| ŽKK Roter Stern | Belgrad   | 24                | 1946–1960, 1963, 1973, 1976–1981, 1989 | 4                      | 1992, 1993, 1996, 2004 |
| ŽKK Radnički    | Belgrad   | 6                 | 1961, 1962, 1964–1966, 1968            |                        |                        |
| ŽKK Trešnjevka  | Zagreb    | 6                 | 1967, 1982, 1983                       |                        |                        |
| ŽKK Partizan    | Belgrad   | 3                 | 1984–1986                              |                        |                        |
| ŽKK Jedinstvo   | Tuzla     | 3                 | 1987, 1988, 1990                       |                        |                        |
| ŽKK Voždovac    | Belgrad   | 2                 | 1972, 1975                             |                        |                        |
| ŽKK Vojvodina   | Novi Sad  | 2                 | 1969, 1970                             |                        |                        |
| ŽKK Bosna       | Sarajevo  | 1                 | 1974                                   |                        |                        |
| ŽKK Šibenik     | Šibenik   | 1                 | 1991                                   |                        |                        |
| ŽKK Željezničar | Sarajevo  | 1                 | 1971                                   |                        |                        |
| ŽKK Hemofarm    | Vršac     |                   |                                        | 6                      | 1998–2001, 2005, 2006  |
| ŽKK Budućnost   | Podgorica |                   |                                        | 2                      | 2002, 2003             |
| ŽKK Bečej       | Bečej     |                   |                                        | 2                      | 1994, 1995             |
| ŽKK Dinamo      | Pančevo   |                   |                                        | 1                      | 1997                   |

### Pokalwettbewerbe der Damen
| Klub            | Ort       | Anzahl (bis 1991) | Jahre (bis 1991)             | Anzahl (1991 bis 2006) | Jahre (1991 bis 2006)              |
| --------------- | --------- | ----------------- | ---------------------------- | ---------------------- | ---------------------------------- |
| ŽKK Roter Stern | Belgrad   | 5                 | 1973, 1974, 1976, 1979, 1981 | 5                      | 1992, 1994, 1995, 2003, 2004       |
| ŽKK Trešnjevka  | Zagreb    | 4                 | 1975, 1978, 1980, 1982       |                        |                                    |
| ŽKK Partizan    | Belgrad   | 2                 | 1985, 1986                   |                        |                                    |
| ŽKK Radnički    | Belgrad   | 2                 | 1960, 1962                   |                        |                                    |
| ŽKK Jedinstvo   | Tuzla     | 2                 | 1988, 1991                   |                        |                                    |
| ŽKK Voždovac    | Belgrad   | 2                 | 1972, 1984                   |                        |                                    |
| ŽKK Bosna       | Sarajevo  | 2                 | 1977, 1983                   |                        |                                    |
| ŽKK Šibenik     | Šibenik   | 2                 | 1987, 1990                   |                        |                                    |
| ŽKD Ježica      | Ljubljana | 1                 | 1989                         |                        |                                    |
| ŽKK Hemofarm    | Vršac     |                   |                              | 6                      | 1996, 1998, 1999, 2002, 2005, 2006 |
| ŽKK Vojvodina   | Novi Sad  |                   |                              | 1                      | 2001                               |
| ŽKK Student     | Niš       |                   |                              | 1                      | 1993                               |
| ŽKK Dinamo      | Pančevo   |                   |                              | 1                      | 1997                               |
| ŽKK Kovin       | Kovin     |                   |                              | 1                      | 200                                |

## Internationale Wettbewerbe

### Auswahlmannschaften (männlich)

#### 1947 bis 1991
siehe jugoslawische Basketballnationalmannschaft
| Turnier                | Gold                         | Silber                       | Bronze           |
| ---------------------- | ---------------------------- | ---------------------------- | ---------------- |
| Olympische Spiele      | 1980                         | 1968, 1976, 1988             | 1984             |
| Weltmeisterschaft      | 1970, 1978, 1990             | 1963, 1967, 1974             | 1982, 1986       |
| Europameisterschaft    | 1973, 1975, 1977, 1989, 1991 | 1961, 1965, 1969, 1971, 1981 | 1963, 1979, 1987 |
| U-19-Weltmeisterschaft | 1987                         |                              |                  |

#### 1992 bis 2006
siehe serbisch-montenegrinische Basketballnationalmannschaft
| Turnier                  | Gold             | Silber | Bronze     |
| ------------------------ | ---------------- | ------ | ---------- |
| Olympische Spiele        |                  | 1996   |            |
| Weltmeisterschaft        | 1998, 2002       |        |            |
| Europameisterschaft      | 1995, 1997, 2001 |        | 1999       |
| U-20-Europameisterschaft | 1998, 2006       |        | 1996, 2005 |

### Auswahlmannschaften (weiblich)

#### 1954 bis 1991
siehe jugoslawische Basketballnationalmannschaft der Damen
| Turnier             | Gold | Silber                 | Bronze     |
| ------------------- | ---- | ---------------------- | ---------- |
| Olympische Spiele   |      | 1988                   | 1980       |
| Weltmeisterschaft   |      | 1990                   |            |
| Europameisterschaft |      | 1968, 1978, 1987, 1991 | 1970, 1980 |

### Vereinsmannschaften
Herren
| Klub           | Ort      | FIBA Europapokal der Landesmeister | FIBA Europapokal der Landesmeister | FIBA Europapokal der Landesmeister | FIBA Europapokal der Pokalsieger | FIBA Europapokal der Pokalsieger | FIBA Europapokal der Pokalsieger | Korać-Cup    | Korać-Cup        | Korać-Cup  |
| Klub           | Ort      | Anzahl Titel                       | Sieger                             | Finalist                           | Anzahl Titel                     | Sieger                           | Finalist                         | Anzahl Titel | Sieger           | Finalist   |
| -------------- | -------- | ---------------------------------- | ---------------------------------- | ---------------------------------- | -------------------------------- | -------------------------------- | -------------------------------- | ------------ | ---------------- | ---------- |
| KK Split       | Split    | 3                                  | 1989, 1990, 1991                   | 1972                               |                                  |                                  | 1973                             | 2            | 1976, 1977       |            |
| KK Cibona      | Zagreb   | 2                                  | 1985, 1986                         |                                    | 2                                | 1982, 1987                       |                                  | 1            | 1972             | 1980, 1988 |
| KK Partizan    | Belgrad  | 1                                  | 1992                               |                                    |                                  |                                  |                                  | 3            | 1978, 1979, 1989 |            |
| KK Bosna       | Sarajevo | 1                                  | 1979                               |                                    |                                  |                                  |                                  |              |                  | 1978       |
| KK Roter Stern | Belgrad  |                                    |                                    |                                    | 1                                | 1974                             | 1972, 1975                       |              |                  | 1984, 1998 |
| KK Šibenka     | Šibenik  |                                    |                                    |                                    |                                  |                                  |                                  |              |                  | 1982, 1983 |
| Omladinski KK  | Belgrad  |                                    |                                    |                                    |                                  |                                  |                                  |              |                  | 1972       |

Damen
| Klub            | Ort     | FIBA Landesmeisterinnen-Europapokal | FIBA Landesmeisterinnen-Europapokal | FIBA Landesmeisterinnen-Europapokal | Ronchetti EuroCup | Ronchetti EuroCup | Ronchetti EuroCup |
| Klub            | Ort     | Anzahl Titel                        | Sieger                              | Finalist                            | Anzahl Titel      | Sieger            | Finalist          |
| --------------- | ------- | ----------------------------------- | ----------------------------------- | ----------------------------------- | ----------------- | ----------------- | ----------------- |
| ŽKK Roter Stern | Belgrad | 1                                   | 1979                                | 1981                                |                   |                   |                   |
| ŽKK Jedinstvo   | Tuzla   | 1                                   | 1989                                |                                     |                   |                   | 1990              |
| ŽKK Trešnjevka  | Zagreb  |                                     |                                     |                                     | 1                 | 1980              | 1976, 1981        |
| ŽKK Voždovac    | Belgrad |                                     |                                     |                                     |                   |                   | 1972              |

## Mitglieder der „Hall of Fame“
| Person             | Naismith | FIBA |
| ------------------ | -------- | ---- |
| Borislav Stanković | 1991     | 2007 |
| Krešimir Ćosić     | 1996     | 2007 |
| Aleksandar Nikolić | 1998     | 2007 |
| Dražen Petrović    | 2002     | 2007 |
| Dražen Dalipagić   | 2004     | 2007 |
| Mirko Novosel      | 2007     | 2010 |
| Ivo Daneu          |          | 2007 |
| Mirza Delibašić    |          | 2007 |
| Radivoje Korać     |          | 2007 |
| Vlade Divac        |          | 2010 |
| Dragan Kićanović   |          | 2010 |
| Zoran Slavnić      |          | 2013 |

## Filme und Dokumentationen
- Bicemo prvaci sveta bei IMDb
- „30 for 30“: Once Brothers bei IMDb